# 雜紋灰鮫
雜紋灰鮫（学名：Hemitriakis complicofasciata）为軟骨魚綱白眼鮫目皱唇鲨科半皺唇鯊屬下的一个种，该物种分布于西北太平洋海域，北至琉球群岛，南至台湾岛，体长可达81公分。